# 諸塚香奈実
諸塚 香奈実（もろづか かなみ、1989年11月1日 - ）は、埼玉県出身のタレント。元チャオ ベッラ チンクエッティのメンバー。公式ニックネームは「もろりん」。その他の愛称は「かなみ」。メンバーカラーは       青。

## 略歴
- 松紳アイドルオーディションにおいて最終選考まで残る。が、具体的な話が進まず、CDデビューはできず。

2004年
- ハロプロ エッグ オーディション2004に合格し、ハロプロエッグの一員となった。

2006年
- 5月、6月からの演劇出演に伴い公式ブログ「KANAMI'S BLOG」がスタート。（2006年8月23日に、THE ポッシボー（ハロプロエッグ）の公式ブログスタートに伴い個人の公式ブログ「KANAMI'S BLOG」は終了した。）
- 8月2日から上演された「つんく♂タウンTHEATER」旗揚げ公演第一弾 時東ぁみ座長公演 「CRY FOR HELP!〜宇宙ステーション近くの売店にて〜」に参加し、THE ポッシボー（ハロプロエッグ）としての活動を開始

2011年
- THE ポッシボーのブログが個人ブログに移行[3]。

2012年
- 4月29日、Twitterを開始[4][5]。

2016年
- 7月23日、Instagramを開始[6]

2018年
- 8月2日にチャオベッラチンクエッティが解散、ソロ活動に入る

## 人物
- さそり座、A型[7]
- 身長 159cm
- 趣味 遊ぶ、踊る、食べる、寝る、たそがれる事、一人旅、半身浴、人間観察
- 特技 ストレッチ、家事、何処でも寝られる、整理整頓、変顔、なわとび、魚の食べ方、開脚
- 好きな事 ダンス
- 好きな食べ物 マンゴー、納豆、魚介類、ハラミ、和菓子
- 嫌いな食べ物 セロリ
- 自分を動物に例えると タヌキ

## 作品

### 映像作品
- モロモロOK!（2010年11月1日、イーネット・フロンティア） - 監督：加納典譲。
- THE ポッシボー5周年記念DVD「五年熟成」 もっとモロモロOK!（2011年7月6日、イーネット・フロンティア）

## 出演

### コンサート
- Hello! Project 2005 Winter 〜A HAPPY NEW POWER! 紅組〜（2005年1月） - バックダンサーとして参加
- Hello! Project 2005 夏の歌謡ショー 〜'05 セレクション! コレクション!〜（2005年7月） - バックダンサーとして参加
- Hello! Project 2006 Winter 〜ワンダフルハーツ〜（2006年1月） - バックダンサーとして参加
- 時東ぁみ初ライブ '06春 〜ザ・中野サンプラザ〜（2006年4月1日、中野サンプラザ）

### 舞台
- 聖ルドビコ学園2006年度1学期生徒会公演「ひめゆりの花を揺らす風」（2006年6月7日 - 13日、サンモールスタジオ）
- 時東ぁみ主演のつんく♂タウン THEATER 旗揚げ公演 第一弾 時東ぁみ座長公演「CRY FOR HELP!～宇宙ステーション近くの売店にて～」（2006年8月2日 - 16日、秋葉原 石丸電気 SOFT2 7F） - 長谷川あすか 役
- つんく♂タウンTHEATER 第二弾 脱煙応援プロジェクト「手を挙げろ!健康強盗だ」（2007年1月10日 - 14日、新宿村ライブ） - 宮沢良子 役
- 「櫻の園」（2007年6月24日 - 7月1日、青山円形劇場） - 中野敦子 役
- つんく♂THEATER 第四弾『あぁ 女子合唱部～栄光のかけら～』（2007年9月22日 - 24日、全電通労働会館） - 大西かなみ 役
- 「馬鹿のヒットパレード2009　DEBRIS　デブリ～宇宙のゴミとそれにまつわる人との関係についての考察とちょっとした与太話～」（2009年2月26日 - 3月1日、下北沢小劇場楽園）
- つんく♂THEATER第九弾「～めちゃモテ劇場～めちゃモテ委員長VSめちゃモテ反対委員会ですわっ!」（2011年1月6日 - 10日、六行会ホール） - MM学園 合唱部 もろりん 役
- トライフルエンターテインメントプロデュース「新宿バックストリート」（2011年2月9日 - 13日、全労済ホール スペース・ゼロ）
- アリ―・エンターテイメントプロデュース「CABARET ON THE SEA」（2011年5月25日 - 29日、シアターグリーン BIGTREE THEATER）
- 「茂子と夕日と来々軒と」（2011年8月20日 - 28日、MAKOTOシアター銀座） - 高橋かおり 役
- 「タイヨウのうた」（2018年9月5日 - 9日、なかのZEROホール / 10月13日 - 14日、NHK大阪ホール） -  裕子 役
- PURESMILE presents「おおばかもの 〜憧れのサンパチマイク〜」（2018年12月12日 - 16日、草月ホール）深堀裕子 役
- 「シメタン 締切明けの探偵(プライベートアイ)」（2019年1月11日 - 20日、浅草九劇）- 宮根みゆき 役
- 劇団ズッキュン娘 第14回公演「たいへんよく生きました！」（2019年4月25日 - 29日、東京芸術劇場シアターウエスト）- 井上さくら 役
- 朗読劇「それでも、愛」（2019年6月9日、労音大久保R’sアートコート）
- 五反田タイガー 6th Stage「花街花魁クロニクル」（2019年7月10日 - 15日、草月ホール）- 高尾太夫 役
- 朗読劇「Greif～TEGAMI～」（2019年7月25日 - 28日、Aチーム公演、千本桜ホール）- 木島礼子 役
- 舞台「DARKNESS HEELS～THE LIVE～」（埼玉公演（プレビュー公演）2019年9月13日、新座市民会館/ 東京公演 9月18日 - 9月23日、シアター1010）- レジーナ・ロレッテ 役
- 「DARKNESS HEELS～THE LIVE～SHINKA」（2019年12月5日 - 15日、CBGKシブゲキ!!）- レジーナ・ロレッテ 役
- GENKI Produce vol.16「家族と呼ばないで ～I can't say it enough～」（2020年1月29日 - 2月2日、築地本願寺プディストホール）- 川島裕美 役
- 朗読劇「TEGAMI 2」（2020年2月20日 - 2月24日、Aチーム公演、オメガ東京）- 木島礼子 役
- リトル堂プロデュースvol.02「2番目でもいいの♡」（2020年4月29日 - 5月5日、新宿シアターモリエール → 2021年2月11日 - 14日、ラゾーナ川崎プラザソルに延期後中止）- ヒトミ 役
- バーチャルシアターリーディング公演 「楽屋 ―鏡が観ているー」（2020年6月6日）
- 「グッバイ・エイリアン」Monkey Works Vol.4 (作：木下半太、脚色・演出：笠原哲平、2020年7月8日 - 12日、草月ホール）
- 「ぼくらの七日間戦争」（2020年9月11日 - 20日、かめありリリオホール）- 西脇由布子 役
- 五反田タイガー 8th Stage「Refrain ～でも、バイバイ！～ 」（2020年9月30日 - 10月4日、草月ホール）- 死神 役
- OZ vol.5「ブレインズ・グラフィティ」（2021年4月14日 - 4月18日、シアターグリーン BIG TREE THEATER）- 森川恵 役
- 劇団TEAM-ODAC 第36回本公演「ダルマ(2021)」（2021年6月3日 - 6月8日、浅草花劇場）- サツキ 役
- 劇団CATMINT第17回公演『青い世界線Episode１～哀憐～』（2021年7月28日 - 8月1日、中目黒キンケロシアター）- 四ノ宮紗和 役
- 渋谷ニコルソンズ×Monkey Works.提携公演『お通夜イレブン』（2021年9月8日 - 9月12日、草月ホール。上演前に降板。公演も中止・延期）
- 劇団TEAM-ODAC 第34回本公演「僕らの深夜高速」（2021年12月15日 - 12月20日、草月ホール）- 東条みう 役
- 劇団TEAM-ODAC 第39回本公演『舞台・破天荒フェニックス〜いつだって始まっている〜』（2022年6月1日 - 6月５日、シアターサンモール）- 大城さら 役
- 東京ノ温度 第十七回公演「おずわるど」（2022年6月11日 - 15日、下北沢小劇場B1）- グリンダ 役
- Monkey Works Vol.08『オレンジノート』（2022年8月24日 - 28日、六行会ホール）- リュウ・サウン 役
- 舞台『エナジーエール』（2022年10月27日 - 30日、築地本願寺ブディストホール）- 山本美紅 役
- 劇団TEAM-ODAC 第40回本公演『舞台・破天荒フェニックス』（2022年12月7日 - 11日、俳優座劇場）- 大城さら 役
- 東京ノ温度 第二十回公演 「はいむすめ」（2023年7月27日 - 31日、「さんどりよん」ちーむ、サンモールスタジオ）- 楠田絵里 役
- 劇団TEAM-ODAC 第38回本公演 『続・猫と犬と約束の燈～宝物の手～』（2023年9月27日 - 10月1日、新国立劇場 小劇場）- 伊万里聖子 役
- 劇団TEAM-ODAC 第43回本公演『ダルマ』（2024年7月3日 - 7月7日、こくみん共済 coop ホール／スペース・ゼロ）- サツキ 役
- 舞台「クッキング」（2024年9月27日 - 9月28日、シアター代官山）- なつめ 役
- 劇団ココア 7周年記念公演 『魔女エステリーゼの事件簿【姫と魔笛編】』（2024年11月6日 - 11月10日、ザ・ポケット）- ベラ・スティアフォース 役
- img Reading2 「明日の卒業生たち」（2025年6月12日 - 6月21日（出演は6月15日-21日）、彩の国さいたま芸術劇場・小ホール）- 永野笑生 役
- “STRAYDOG”Produce『夕凪の街　桜の国』（東京公演 2025年7月17日 - 7月21日、シアターグリーン BIG TREE THEATER、広島公演 8月2日 - 8月3日、広島県民文化センター ホール）- 落合明美 役

### ネット配信
- 道徳女子短大 エコ研 第1話「セミ」（2006年7月2日、インターネット放送GyaO）

### ラジオ
- らじたま（2017年10月15日 -2019年10月6日 、調布FM）

### テレビ
- 数学♥女子学園 第1話・第2話（2012年1月11日・18日、日本テレビ）
- 稲妻ムービーマーケット 第9話（2023年5月29日・サンテレビ）

### 映画
- 「小夜子の音色（おと）」（2024年7月15日、監督:笠原悠暉、中2映画プロジェクト2024長編作品）